# اقتصاد بلجيكا
اقتصاد بلجيكا الرأسمالي الحديث استفاد من موقعها الجغرافي المركزي، والدرجة العالية من التطور في شبكة النقل، والقاعدة التجارية والصناعية المتنوعة. وبلجيكا هي أول دولة تخضع لعملية الثورة الصناعية في قارة أوروبا في أوائل القرن 19، وقد وضعت بلجيكا بنية تحتية للنقل ممتازة من الموانئ، والقنوات، والسكك الحديدية، والطرق السريعة لدمج الصناعة مع جيرانها. ويتركز الاقتصاد أساساً في الفلاندرز المكتظة بالسكان في الشمال، حول بروسل وفي اثنين من أكبر مدن والونيا، لييج وشارلوروا، على طول sillon INDUSTRIEL. بلجيكا تستورد المواد الخام والسلع نصف المصنعة التي يتم المضي قدماً في تجهيزها وإعادة تصديرها. باستثناء الفحم، الذي لم يعد اقتصاداً للاستغلال. بلجيكا تملك موارد طبيعية قليلة أخرى من التربة الخصبة، ومع ذلك يتم تمثيل معظم القطاعات الصناعية التقليدية في الاقتصاد، بما في ذلك الصلب والمنسوجات وتكرير الكيماويات وتجهيز الأغذية، والأدوية، والسيارات، والإلكترونيات، وتصنيع الآلات، على الرغم من المكون الصناعي الثقيل تستأثر الخدمات 74.9٪ من الناتج المحلي الإجمالي، في حين تشكل الزراعة 1٪ فقط من الناتج المحلي الإجمالي.
حلّت بلجيكا في المرتبة 23 في مؤشر الابتكار العالمي عام 2023، وتراجعت للمركز 24 في مؤشر عام 2024.

## التاريخ

### في القرن العشرين
كانت والونيا، المنطقة الناطقة بالفرنسية، لمدة 50 عامًا وحتى الحرب العالمية الثانية، منطقة صناعية متطورة تقنيًا، إذ تتركز صناعتها على طول سيلون اندسترييل، بينما كانت فلاندرز، المنطقة الناطقة بالهولندية،  زراعية في الغالب مع وجود بعض الصناعات، وتصنع بصورة رئيسية المنتجات الزراعية والمنسوجات. بدأ هذا التباين يتلاشى خلال فترة ما بين الحربين العالميتين. عندما خرجت بلجيكا من الحرب العالمية الثانية محافظة نسبيًا على بنيتها التحتية الصناعية، وذلك بفضل ألكساندر غالوبين، كانت البلاد مهيأة للتطور السريع، وخاصة في فلاندرز. ساهمت سنوات ازدهار ما بعد الحرب، التي عُززت من خلال إنشاء مقر الاتحاد الأوروبي وحلف الناتو في بروكسل، في التوسع السريع للصناعة  الخفيفة في جميع أنحاء فلاندرز، وخاصة على طول الممر الممتد بين بروكسل وأنتويرب، وهو ثاني أكبر ميناء في أوروبا بعد روتردام. ساهم الاستثمار الأجنبي في الستينيات،  كثيرًا في النمو الاقتصادي البلجيكي. على وجه الخصوص، لعبت الشركات الأمريكية دورًا رائدًا في توسيع الصناعات الصناعية والبتروكيماوية في الستينيات والسبعينيات.
بدأت الصناعات التقليدية القديمة في والونيا، لا سيما صناعة الصلب، في فقدان ميزتها التنافسية خلال هذه الفترة، ولكن النمو العام للازدهار العالمي أخفى هذا التدهور، إلى أن تعرضت البلاد إلى صدمة أسعار النفط في عامي 1973 و 1979 وما تلاها من تحولات في الطلب الدولي، مما دهور الاقتصاد وعانت بلجيكا فترة ركود طويلة بسببه. استمر المركز الاقتصادي في البلاد في الثمانينيات والتسعينيات في الاتجاه شمالًا إلى فلاندرز للاستثمار من قبل شركات متعددة الجنسيات (صناعة السيارات، الصناعة الكيميائية) والزراعة الصناعية المحلية المتنامية (المنسوجات والغذاء). شهدت أوائل الثمانينيات من القرن الماضي، مواجهة البلاد  لفترة صعبة من التكيف الهيكلي بسبب انخفاض الطلب على منتجاتها التقليدية وتدهور الأداء الاقتصادي وإهمال الإصلاح الهيكلي. وبالتالي، فقد هز الركود الاقتصادي الذي حدث في الفترة ما بين 1980 و 1982 بلجيكا في صميمها؛ إذ ارتفعت البطالة، وارتفعت تكاليف الرعاية الاجتماعية، وارتفعت نسبة الدين الشخصي، وارتفع العجز الحكومي إلى 13 في المئة من الناتج المحلي الإجمالي، والدين الوطني، رغم أن معظمه قد ظل محصورًا محليًا. في ظل هذه الخلفية القاتمة، صاغت حكومة ائتلاف يمين الوسط في عام 1982، بزعامة رئيس الوزراء مارتنز، برنامجًا للانتعاش الاقتصادي لتعزيز النمو الموجه عن طريق الصادرات، من خلال تعزيز القدرة التنافسية لصناعات التصدير في بلجيكا وذلك بتخفيض قيمة العملة بنسبة 8.5٪.
ارتفع النمو الاقتصادي من 2 ٪ في عام 1984 ليبلغ  4 ٪ في عام 1989.  ربطت الحكومة في مايو 1990  الفرنك البلجيكي مع المارك الألماني، من خلال تتبع أسعار الفائدة الألمانية عن كثب. ونتيجة لذلك، زادت أسعار الفائدة البلجيكية مع ارتفاع أسعار الفائدة الألمانية بعد عام 1990، وساهم ذلك في انخفاض معدل النمو الاقتصادي. عانى الاقتصاد البلجيكي في 1992-1993،  من أسوأ ركود اقتصادي منذ الحرب العالمية الثانية، إذ انخفض الناتج المحلي الإجمالي الحقيقي بنسبة 1.7 ٪ في عام 1993. أصبحت بلجيكا في 1 مايو 1998 عضوًا من الدرجة الأولى في الاتحاد النقدي الأوروبي.

### في القرن الواحد والعشرين
حولت بلجيكا عملتها من الفرنك البلجيكي إلى اليورو، بعد 1 يناير 2002. يعد نصيب الفرد من الناتج المحلي الإجمالي البلجيكي من بين أعلى المعدلات في العالم.  كان نصيب الفرد من الدخل في عام 2008، 37500 دولار. تمكنت الحكومة الفدرالية من تقديم ميزانيات متوازنة في السنوات الأخيرة، لكن ظل الدين العام مرتفعًا، إذ بلغ 99 ٪ من الناتج المحلي الإجمالي لعام 2009. كان نمو الناتج المحلي الإجمالي عام 2009 سالبًا بالغًا  -1.5٪.

## التجارة
ترتبط حوالي 80 ٪ من تجارة بلجيكا بدول الاتحاد الأوروبي. بالنظر إلى هذه النسبة العالية، تسعى بلجيكا إلى تنويع وتوسيع الفرص التجارية مع دول خارج الاتحاد الأوروبي. وفقًا للقواعد العامة، تكافح السلطات البلجيكية للحماية التجارية وتحاول الحفاظ على مناخ تجاري واستثماري مضياف ومفتوح. تتفاوض المفوضية الأوروبية حول القضايا التجارية لجميع دول الاتحاد الأوروبي، ما يقلل من النزاعات التجارية الثنائية مع بلجيكا. تشجع الحكومة البلجيكية الاستثمار الأجنبي الجديد ليكون وسيلة لرفع نسبة التوظيف. مع التفويض الإقليمي، يتودد كل من فلاندرز وبروكسل ووالونيا إلى المستثمرين الأجانب المحتملين ويقدمون لهم مجموعة من الحوافز والمزايا. تمثل الشركات الأجنبية في بلجيكا حوالي 11٪ من إجمالي القوى العاملة. بعد انجذابهم لبرنامج السوق الموحدة للاتحاد الأوروبي لعام 1992، استقرت العديد من الشركات الأجنبية بالإضافة إلى محامين أجانب في بروكسل منذ عام 1989.

## التوظيف
يشمل نظام الضمان الاجتماعي، الذي توسع بسرعة خلال الخمسينيات والستينيات، نظامًا طبيًا وتغطية تأمين وإعانات للبطالة وللأطفال ومزايا ومعاشات أخرى. مع بداية الركود الاقتصادي في سبعينيات القرن العشرين، أصبح هذا النظام عبئًا متزايدًا على الاقتصاد وشكل معظم عجز الميزانية الحكومية. تخفي أرقام البطالة الوطنية اختلافات كبيرة بين فلاندرز والونيا. تعد البطالة في والونيا هيكلية بشكل أساسي، بينما تكون دورية في فلاندرز. لا تزال المنطقة الجنوبية تمر بمرحلة انتقالية صعبة خارج صناعات الغروب (خاصة الفحم والصلب)، بينما تهيمن صناعات شروق الشمس (الكيماويات والتكنولوجيا الفائقة والخدمات) على فلاندرز. بلغ معدل البطالة في بلجيكا 6.5 ٪ في عام 2008.  يشكل إجمالي القوى العاملة في بلجيكا 4.99 مليون شخص. يعمل غالبية هؤلاء الناس (73 ٪) في قطاع الخدمات. كما هو الحال في الدول الصناعية الأخرى، أصبحت برامج المعاشات التقاعدية وغيرها من برامج الاستحقاق الاجتماعي مصدر قلق كبير مع اقتراب تقاعد جيل الفترة الزمنية التي تتميز بالارتفاع الحاد في نسبة المواليد (خاصة في السنوات التي أعقبت مباشرة الحرب العالمية الثانية, 1946-1965).

## الميزانية
على الرغم من أن بلجيكا بلد غني، إلا أن النفقات العامة قد فاقت الدخل بكثير لسنوات عديدة، ولم تُفرض ضرائب جدية على الشعب. استجابت الحكومة البلجيكية لارتفاع أسعار النفط في عامي 1973 و 1979 من خلال توظيف القوى العاملة الزائدة في القطاع العام ودعم الصناعات مثل الفحم والصلب والمنسوجات والزجاج وبناء السفن، التي فقدت قدرتها التنافسية الدولية. ونتيجة لذلك، بلغ الدين الحكومي التراكمي 121 ٪ من الناتج المحلي الإجمالي بحلول نهاية الثمانينيات. ومع ذلك، بفضل ارتفاع معدل المدخرات الشخصية في بلجيكا، موّلت الحكومة البلجيكية العجز من المدخرات المحلية بشكل أساسي، ما قلل من الآثار الضارة على الاقتصاد الكلي. واجهت الحكومة الفدرالية عجزًا في الميزانية بنسبة 7.1٪ في عام 1992 في وقت معاهدة ماستريخت للاتحاد الأوروبي، التي وضعت شروطًا للاتحاد الاقتصادي والنقدي والتي أدت إلى اعتماد عملة اليورو الموحدة في 1 يناير 2002. من بين المعايير الأخرى المنصوص عليها في معاهدة ماستريخت، كان على الحكومة البلجيكية أن تحقق عجزًا في الميزانية لا يزيد عن 3٪ من الناتج المحلي الإجمالي بحلول نهاية عام 1997، حققت بلجيكا هذا الهدف، مع عجز إجمالي في الميزانية بنسبة 0.2 ٪ من الناتج المحلي الإجمالي (قبل تغيير العملة لتصبح يورو مباشرة) في عام 2001 . وازنت الحكومة الميزانية كل عام منذ ذلك الحين حتى عام 2009،  إذ بلغ العجز في ذلك العام حوالي 25 مليار دولار. لا يزال الدين العام المتراكم في بلجيكا مرتفعًا عند 99٪ من إجمالي الناتج المحلي لعام 2009. ومع ذلك، فقد لوحظ انخفاض طفيف في الدين العام المتراكم مقارنة بالناتج المحلي الإجمالي، وذلك بفضل ارتفاع معدل النمو الاقتصادي مقارنة بمعدل نمو الميزانية، الذي دفع النسبة من 99 ٪ من الناتج المحلي الإجمالي في عام 2009 إلى 95 ٪ من الناتج المحلي الإجمالي في عام 2011، أي ما يعادل انخفاض أربع نقاط في عامين، وهو إنجاز نادر في العالم الغربي.